# Mesochorus palinensis
Mesochorus palinensis là một loài tò vò trong họ Ichneumonidae.